# Drawień
Drawień [ˈdravjɛɲ] là một ngôi làng ở quận hành chính của Gmina Szczecinek, thuộc huyện Szczecinecki, Zachodniopomorskie, ở tây bắc Ba Lan. Nó nằm khoảng 14 kilômét (9 mi) về phía đông nam của Szczecinek và 153 km (95 mi) về phía đông của thủ đô khu vực Szczecin.
Trước năm 1648, khu vực này là một phần của Duchy of Pomerania, 1648-1945 Phổ và Đức. Đối với lịch sử của khu vực, xem Lịch sử của Pomerania.